# Noemi Zabari
Noemi Zabari, z domu Bożek (ur. 7 października 1989 w Oświęcimiu) – polska astrofizyczka. 

## Życiorys
Ukończyła Gimnazjum nr 2 im. Łukasza Górnickiego w Oświęcimiu i  Liceum PZ nr 11 Szkół Ogólnokształcących im. Stanisława Wyspiańskiego w Kętach. W roku 2012 ukończyła studia licencjackie na kierunku matematyki stosowanej w Akademii Górniczo-Hutniczej w Krakowie. W roku 2015 ukończyła studia magisterskie na kierunku fizyki technicznej na Politechnice Krakowskiej. 
Zdobyła tytuł doktora nauk ścisłych i przyrodniczych w dyscyplinie nauk fizycznych dzięki rozprawie doktorskiej pt. „Wpływ oddziaływań mezonów skalarnych na własności gwiazd neutronowych”, napisanej pod kierunkiem dr hab. Sebastiana Kubisa, prof. PK. Międzynarodowego Studium Doktoranckiego, Instytutu Fizyki Jądrowej im. Henryka Niewodniczańskiego PAN.
Przez pewien prowadziła zajęcia dydaktyczne z fizyki w Instytucie Fizyki na Wydziale Inżynierii Materiałowej i Fizyki Politechniki Krakowskiej. Prowadziła również badania w Instytucie Katalizy i Fizykochemii Powierzchni Polskiej Akademii Nauk w grupie badań nad dziedzictwem kultury na temat tzw. krakelur – spękań warstw malarskich. 
Aktywny uczestnik projektu CREDO, jako jedna z liderek grupy odpowiedzialnej za badania kosmo-sejsmiczne.
Prezeska firmy Astrotectonic, zajmującej się badaniami nad promieniowaniem kosmicznym w odniesieniu do trzęsień Ziemi. 
Uczestniczka programów akceleracyjnych Female Founders, Design Terminal, AWS StartupLoft Accelerator. 

### Staże
W 2013 roku odbyła staż na Uniwersytecie Jerozolimskim, Rothberg International School, the Hebrew University of Jerusalem, Israel. Program: Przełomowe technologie - kształtowanie przyszłości (ang. Breakthrough technology – Shaping the Future).
W 2014 roku odbyła staż w Instytucie Fizyki Jądrowej PAN pod przewodnictwem prof. dr hab. Andrzej Horzela, Oddział Fizyki Teoretycznej (N04), Zakład Fizyki Matematycznej (NZ43).

## Działalność naukowa i popularyzatorska
W swojej pracy naukowej specjalizuje się w astrofizyce jądrowej, materii jądrowej o dużej gęstości występującą we wnętrzu gwiazd neutronowych. W swoich pracach tworzy metody numeryczne do opisania oddziaływań słabych, przeprowadza obliczenia teoretyczne i analizę danych. Inne osiągnięcia naukowo-badawcze poświęcone są astrodynamice i mechanice orbitalnej, w szczególności wykonywanie analiz i symulacje trajektorii orbit satelitów, a także tematyce promieniowania kosmicznego i jego wpływowi na podzespoły i urządzenia elektroniczne urządzeń przemysłu kosmicznego. Wiedzę tę wprowadza do własnej firmy – Astrotectonic, w której zajmuje się badaniami naukowymi i prowadzeniem projektów B+R. Posiada doświadczenie w zarządzaniu przedsiębiorstwem oraz zespołami realizującymi innowacyjne projekty. 
Zajmuje się także technikami przetwarzania obrazu i uczenia maszynowego, które wykorzystane były między innymi w opracowaniu całościowego modelu fizycznego oryginalnych spękanych warstw malarskich i rozwiązanie zagadki różnorodnych wzorów spękań w obrazach. Stworzyła algorytm do analizy spękań powierzchni malarskich bazujący na metodach rozpoznawania i przetwarzana obrazów.
Współpracowała z Urania – Postępy Astronomii.
Prelegentka na cyklicznym wydarzeniu Galaktyka Kobiet przy ESERO Centrum Kopernika.
Mentorka podczas Global Mentoring Walk w Krakowie. Global Mentoring Walk jest częścią międzynarodowej inicjatywy Vital Voices Global Partnership.

## Publikacje
Ma na swoim koncie kilka publikacji:
- Three-dimensional numerical and experimental study of fracture saturation in panel paintings, Wood Science and Technology volume 55, pages1555–1576 (2021)[10]
- Analysis of craquelure patterns in historical painting using image processing along with neural network algorithms, Proceedings Volume 11784, Optics for Arts, Architecture, and Archaeology VIII; 1178408 (2021)[11]
- Multilayer neutron stars with scalar mesons crossing term, Phys. Rev. C 102, 065803 – Published 21 December 2020[12]
- Anomalous quartic term in the expansion of the symmetry energy, Phys. Rev. C 100, 015808 – Published 29 July 2019[13]
- Influence of the interactions of scalar mesons on the behavior of the symmetry energy, Phys. Rev. C 99, 035209 – Published 18 March 2019[14]
- The Bizarreness of Symmetry Energy Behavior in Peculiar Cases of Meson Interactions, NUCLEAR THEORY, Vol. 38 (2019)[15]

## Nagrody
Nagroda im. Kazimiery Bujwidowej (2024)